# Puchar Narodów Pacyfiku 2006
Puchar Narodów Pacyfiku 2006 – pierwsza edycja corocznego turnieju organizowanego pod auspicjami IRB dla drużyn z regionu Pacyfiku. Turniej odbył się pomiędzy 3 czerwca a 1 lipca 2006 roku i wzięło w nim udział pięć reprezentacji.

## Informacje ogólne
Szczegóły dotyczące inauguracyjnej edycji zostały opublikowane na początku stycznia 2006 roku. Pięć uczestniczących zespołów rywalizowało systemem kołowym, a mecze zostały rozegrane na siedmiu stadionach w czterech krajach. Zwycięzca meczu zyskiwał cztery punkty, za remis przysługiwały dwa punkty, porażka nie była punktowana, a zdobycie przynajmniej czterech przyłożeń lub przegrana nie więcej niż siedmioma punktami premiowana była natomiast punktem bonusowym.
Niepokonany w turnieju okazał się zespół Junior All Blacks. Najwięcej punktów zdobył Nowozelandczyk James Gopperth, zaś w kategorii przyłożeń z czterema zwyciężył jego rodak Anthony Tuitavake.

## Tabela

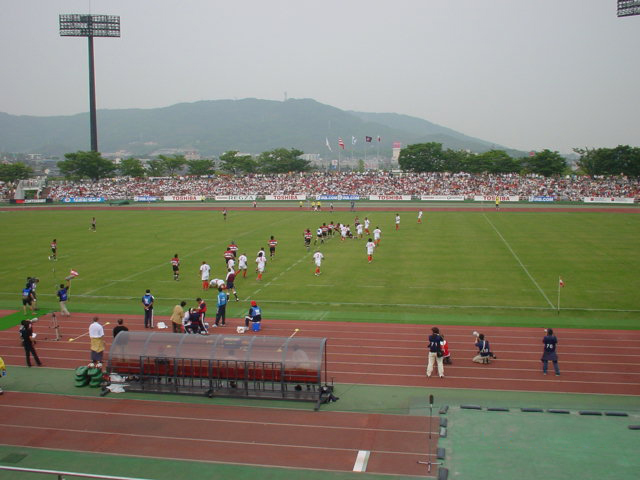
Mecz Japonia–Tonga

## Mecze

### Tydzień 1
| 3 czerwca 200615:00 | Fidżi                                         | 17:35(10:13) | Junior All Blacks                                                               | Stadion Narodowy, Suva Widzów: 20 000 Sędzia: Craig Joubert |
| 3 czerwca 200615:00 | Bai 7 (2pd K) Ratuva 5 (P) Caucaunibuca 5 (P) | 17:35(10:13) | Donald 8 (pd 2K) Williams 5 (P) Blackie 5 (P) McIntyre 12 (P 2pd K) Leoʻo 5 (P) | Stadion Narodowy, Suva Widzów: 20 000 Sędzia: Craig Joubert |

| 4 czerwca 200615:00 | Japonia                     | 16:57(13:15) | Tonga | Honjo Stadium, Fukuoka Widzów: 8100 Sędzia: Bryce Lawrence |
| 4 czerwca 200615:00 | Oto 5 (P) Onishi 11 (pd 3K) | 16:57(13:15) | Fifita 10 (2P) Filipine 5 (P) Halaʻufia 5 (P) Hehea 5 (P) Tuʻifua 5 (P) Tuipulotu 5 (P) Vaikona 5 (P) Hola 12 (3pd 2K) Taumalolo 5 (pd K) | Honjo Stadium, Fukuoka Widzów: 8100 Sędzia: Bryce Lawrence |

### Tydzień 2
| 9 czerwca 200620:00 | Samoa                                    | 12:56(7:30) | Junior All Blacks                                                                                  | North Harbour Stadium, Auckland Widzów: 5100 Sędzia: Marius Jonker |
| 9 czerwca 200620:00 | Feauʻnati 5 (P) Senio 5 (P) Sanft 2 (pd) | 12:56(7:30) | Atiga 5 (P) Gopperth 26 (P 6pd 3K) Schwalger 5 (P) Senio 5 (P) Waqaseduadua 5 (P) Williams 10 (2P) | North Harbour Stadium, Auckland Widzów: 5100 Sędzia: Marius Jonker |

| 10 czerwca 200619:40 | Tonga                                                   | 24:23(10:13) | Fidżi                                          | Central Coast Stadium, Gosford Widzów: 3582 Sędzia: Craig Joubert |
| 10 czerwca 200619:40 | Hola 9 (3pd dg) Hufanga 5 (P) Vaikona 5 (P) Lutui 5 (P) | 24:23(10:13) | Bai 13 (2pd 3K) Ratuvou 5 (P) Luveitasau 5 (P) | Central Coast Stadium, Gosford Widzów: 3582 Sędzia: Craig Joubert |

### Tydzień 3
| 17 czerwca 200616:30 | Junior All Blacks                                                           | 38:10(20:3) | Tonga                     | Yarrow Stadium, New Plymouth Widzów: 4500 Sędzia: Wayne Barnes |
| 17 czerwca 200616:30 | Gopperth 21 (2P pd 3K) McIntyre 7 (P pd) Tuitavake 5 (P) Waqaseduadua 5 (P) | 38:10(20:3) | Lutui 5 (P) Hola 5 (pd K) | Yarrow Stadium, New Plymouth Widzów: 4500 Sędzia: Wayne Barnes |

| 17 czerwca 200620:00 | Samoa | 53:9(22:9) | Japonia        | Yarrow Stadium, New Plymouth Widzów: 4200 Sędzia: Matt Goddard |
| 17 czerwca 200620:00 | Faʻatau 5 (P) Farani 5 (P) Iosua 10 (2P) Lima 5 (P) Senio 10 (2P) Tuilagi 5 (P) Sanft 2 (pd) Vili 11 (4pd K) | 53:9(22:9) | Ando 9 (dg 2K) | Yarrow Stadium, New Plymouth Widzów: 4200 Sędzia: Matt Goddard |

### Tydzień 4
| 24 czerwca 200614:35 | Junior All Blacks                                   | 38:8(19:3) | Japonia                  | Carisbrook, Dunedin Widzów: 3500 Sędzia: Christophe Berdos |
| 24 czerwca 200614:35 | McIntyre 13 (P 4pd) Ralph 10 (2P) Tuitavake 15 (3P) | 38:8(19:3) | Miyake 5 (P) Ikeda 3 (K) | Carisbrook, Dunedin Widzów: 3500 Sędzia: Christophe Berdos |

| 24 czerwca 200615:00 | Fidżi                           | 23:20(17:5) | Samoa                                                             | Stadion Narodowy, Suva Widzów: 7000 Sędzia: Wayne Barnes |
| 24 czerwca 200615:00 | Bai 13 (2pd 3K) Ligairi 10 (2P) | 23:20(17:5) | Sititi 5 (P) Farani 5 (P) Crichton 5 (pd K) Fuimaono-Sapolu 5 (P) | Stadion Narodowy, Suva Widzów: 7000 Sędzia: Wayne Barnes |
| 24 czerwca 200615:00 | Luveitasau                      | 23:20(17:5) | Mapusua                                                           | Stadion Narodowy, Suva Widzów: 7000 Sędzia: Wayne Barnes |

### Tydzień 5
| 1 lipca 200619:00 | Japonia                                  | 15:29(3:15) | Fidżi                                                                                 | Stadion Nagai, Osaka Widzów: 5263 Sędzia: Wayne Barnes |
| 1 lipca 200619:00 | Ando 5 (pd K) Takei 5 (P) O’Reilly 5 (P) | 15:29(3:15) | Bai 7 (2pd K) Ratuvou 5 (P) Leawere 5 (P) Doviverata 5 (P) Qera 5 (P) Ruivadra 2 (pd) | Stadion Nagai, Osaka Widzów: 5263 Sędzia: Wayne Barnes |
| 1 lipca 200619:00 | Doviverata                               | 15:29(3:15) |                                                                                       | Stadion Nagai, Osaka Widzów: 5263 Sędzia: Wayne Barnes |

| 1 lipca 200619:40 | Tonga                                                                            | 0:36(0:10) | Samoa | Central Coast Stadium, Gosford Widzów: 5172 Sędzia: Christophe Berdos |
| 1 lipca 200619:40 | Faʻatau 5 (P) Johnston 5 (P) Schwalger 5 (P) Tuilagi 10 (2P) Crichton 11 (4pd K) | 0:36(0:10) |       | Central Coast Stadium, Gosford Widzów: 5172 Sędzia: Christophe Berdos |
| 1 lipca 200619:40 | Taione                                                                           | 0:36(0:10) |       | Central Coast Stadium, Gosford Widzów: 5172 Sędzia: Christophe Berdos |